# Guerre de Laupen
Louis IV de Bavière contre Berne
La guerre de Laupen a lieu le 21 juin 1339. Elle oppose une coalition formée par Louis IV de Bavière contre les Bernois. Ces derniers sortiront vainqueurs près de Bramberg. 

## Histoire
Le 15 avril 1338, des négociations infructueuses eurent lieu entre Berne et ses adversaires à Neuenegg. Ceux-ci déclarèrent la guerre à Berne à Pâques 1339 pour tenter de reprendre le contrôle de la ville de Laupen. 
La coalition était formée des troupes de plusieurs seigneurs et comtes de l'actuelle Romandie (notamment de Fribourg, de Neuchâtel et du Jura). Ils assiègèrent la ville, mais les troupes bernoises, commandées par Rodolphe d'Erlach et soutenue par des soldats des Waldstätten provenant de Soleure, réussirent à repousser les tentatives. 
Les deux camps, comptant chacun environ six mille hommes, s'affrontèrent aux alentours de Wyden. Berne, avantagé par le terrain, remporta la bataille et détruisit presque toute la cavalerie de ses adversaires. 
Le conflit se poursuivit sous forme d'altercations provoquées par Fribourg. Finalement, Berne s'imposa avec peine, mais y parvint en incendiant les faubourgs après la bataille de Schönberg le 24 avril 1340. Par contre, les remparts, le château et la ville durent être réparés.
L'assistance prêtée par les Waldstätten pendant la guerre de Laupen a facilité l'entrée de Berne dans la Confédération des VIII cantons en 1353.

## Origine du drapeau suisse
On attribue l'origine du drapeau suisse (en tant que signe de ralliement) à cette guerre. Les Confédérés de divers cantons, pour se différencier de l'ennemi, portèrent des croix blanches sur des habits rouges. Jusqu'alors, les troupes des cantons primitifs arboraient leurs propres couleurs.

## Source
- Christian Folini (trad. Denis Rohrer), « Guerre de Laupen » dans le Dictionnaire historique de la Suisse en ligne, version du 4 décembre 2007.